# Guyruita cerrado
Espèce
Guyruita cerrado est une espèce d'araignées mygalomorphes de la famille des Theraphosidae.

## Distribution
Cette espèce est endémique du Brésil. Elle rencontre dans les États de Goiás, du Maranhão, du Piauí, du Pará et du Tocantins et dans le District fédéral.

## Description
Les mâles mesurent de 11,1 à 23,8 mm et les femelles de 19,9 à 27,7 mm.

## Publication originale
- Guadanucci, Lucas, Indicatti & Yamamoto, 2007 : Description of Guyruita gen. nov. and two new species (Ischnocolinae, Theraphosidae). Revista Brasileira de Zoologia, vol. 24, no 4, p. 991-996 (texte original).